# Beneamane
Beneamane är en kommun i departementet Djiguenni i regionen Hodh Ech Chargui i Mauretanien. Kommunen hade 4 861 invånare år 2013.